# Ticorea longiflora
Ticorea longiflora là một loài thực vật có hoa trong họ Cửu lý hương. Loài này được DC. miêu tả khoa học đầu tiên năm 1822.